# Misteriínos
Misteriínos (Mysteriini) é uma tribo de coleópteros da subfamília Anoplodermatinae. Na qual compreende sete espécies, em três gêneros; distribuídos pela Argentina, Bolívia, Brasil, Paraguai e Uruguai.

## Gêneros
- Mysteria (Thomson, 1860)
- Pathocerus (Waterhouse, 1901)
- Pseudopathocerus (Dias, 1988)